# Montgaillard-sur-Save
Montgaillard-sur-Save település Franciaországban, Haute-Garonne megyében. Lakosainak száma 67 fő (2022. január 1.). Montgaillard-sur-Save Charlas, Ciadoux, Saint-Pé-Delbosc és Saman községekkel határos.

## Népesség
A település népességének változása:
| Lakosok száma | 83   | 63   | 69   | 77   | 76   | 82   | 84   | 82   | 77   | 67   |
|               | 1968 | 1982 | 1990 | 2006 | 2013 | 2015 | 2017 | 2019 | 2020 | 2022 |